# فريدريك
فريدريك (بالإنجليزية: Frederick, Oklahoma)‏ هي مدينة تقع بولاية أوكلاهوما في الولايات المتحدة. تبلغ مساحة هذه المدينة 12.781479 (كم²)، وترتفع عن سطح البحر م، بلغ عدد سكانها 3940 نسمة في عام 2010 حسب إحصاء مكتب تعداد الولايات المتحدة.

## التركيبة السكانية
حدّد مكتب تعداد الولايات المتحدة بيانات التركيبة السكانية لفريدريك في تعداد الولايات المتحدة. في ما يلي، التركيبة السكانية حسب تعدادي 2000 و2010.

### تعداد عام 2000
بلغ عدد سكان فريدريك 4,637 نسمة بحسب تعداد عام 2000، وبلغ عدد الأسر 1,797 أسرة وعدد العائلات 1,212 عائلة مقيمة في المدينة. في حين سجلت الكثافة السكانية 362.8 نسمة لكل كيلومتر مربع (939.6/ميل2). وبلغ عدد الوحدات السكنية 2,145 وحدة بمتوسط كثافة قدره 167.8 لكل كيلومتر مربع (434.6/ميل2).
وتوزع التركيب العرقي للمدينة بنسبة 68.04% من البيض و11.32% من الأمريكيين الأفارقة و2.80% من الأمريكيين الأصليين و0.43% من الأمريكيين ذوي الأصول الآسيوية و0.04% من سكان جزر المحيط الهادئ و13.85% من الأعراق الأخرى و3.52% من عرقين مختلطين أو أكثر و22.02% من الهسبانيون أو اللاتينيون من أي عرق.
بلغ عدد الأسر 1,797 أسرة كانت نسبة 35.6% منها لديها أطفال تحت سن الثامنة عشر تعيش معهم، وبلغت نسبة الأزواج القاطنين مع بعضهم البعض 51.9% من أصل المجموع الكلي للأسر، ونسبة 12.4% من الأسر كان لديها معيلات من الإناث دون وجود شريك،  بينما كانت نسبة 3.2% من الأسر لديها معيلون من الذكور دون وجود شريكة وكانت نسبة 32.6% من غير العائلات. تألفت نسبة 29.9% من أصل جميع الأسر من عدة أفراد يعيشون في نفس المنزل ونسبة 18.7% كانت تتألف من شخص يعيش بمفرده يبلغ من العمر 65 عاماً أو أكثر. وبلغ متوسط حجم الأسرة المعيشية 2.51، أما متوسط حجم العائلات فبلغ 3.12.
بلغ العمر الوسطي للسكان 38.2 عاماً. وكانت نسبة 27.1% من القاطنين تحت سن الثامنة عشر، وكانت نسبة 7.4% بين الثامنة عشر والرابعة والعشرين عاماً، ونسبة 22.9% كانت واقعةً في الفئة العمرية ما بين الخامسة والعشرين والرابعة والأربعين عاماً، ونسبة 21.1% كانت ما بين الخامسة والأربعين والرابعة والستين، ونسبة 18.7% كانت ضمن فئة الخامسة والستين عاماً فما فوق. يوجد لكل 100 أنثى 89.2 ذكر، ويوجد لكل 100 أنثى في الثامنة عشر من عمرها فما فوق 82.1 ذكر.
بلغ متوسط دخل الأسرة في المدينة 22,190 دولارًا، أما متوسط دخل العائلة فبلغ 28,724 دولارًا. وكان متوسط دخل الذكور 22,324 دولارًا مقابل 18,033 دولارًا للإناث. وسجل دخل الفرد الخاص بالمدينة 13,575 دولارًا. وكانت نسبة 19% من العائلات ونسبة 23.3% من السكان تحت خط الفقر، وكان من هؤلاء نسبة 34% تحت سن الثامنة عشر ونسبة 15.8% في الخامسة والستين من العمر وما فوق.

### تعداد عام 2010
بلغ عدد سكان فريدريك 3,940 نسمة بحسب تعداد عام 2010، وبلغ عدد الأسر 1,568 أسرة وعدد العائلات 1,020 عائلة مقيمة في المدينة. في حين سجلت الكثافة السكانية 308.3 نسمة لكل كيلومتر مربع (798.5/ميل2). وبلغ عدد الوحدات السكنية 1,981 وحدة بمتوسط كثافة قدره 155 لكل كيلومتر مربع (401.4/ميل2).
وتوزع التركيب العرقي للمدينة بنسبة 70.36% من البيض و9.75% من الأمريكيين الأفارقة و3.58% من الأمريكيين الأصليين و0.33% من الأمريكيين ذوي الأصول الآسيوية و0.05% من سكان جزر المحيط الهادئ و12.18% من الأعراق الأخرى و3.76% من عرقين مختلطين أو أكثر و26.22% من الهسبانيون أو اللاتينيون من أي عرق.
بلغ عدد الأسر 1,568 أسرة كانت نسبة 33.8% منها لديها أطفال تحت سن الثامنة عشر تعيش معهم، وبلغت نسبة الأزواج القاطنين مع بعضهم البعض 45.5% من أصل المجموع الكلي للأسر، ونسبة 14% من الأسر كان لديها معيلات من الإناث دون وجود شريك،  بينما كانت نسبة 5.5% من الأسر لديها معيلون من الذكور دون وجود شريكة وكانت نسبة 34.9% من غير العائلات. تألفت نسبة 31.1% من أصل جميع الأسر من عدة أفراد يعيشون في نفس المنزل ونسبة 14.3% كانت تتألف من شخص يعيش بمفرده يبلغ من العمر 65 عاماً أو أكثر. وبلغ متوسط حجم الأسرة المعيشية 2.44، أما متوسط حجم العائلات فبلغ 3.05.
بلغ العمر الوسطي للسكان 38.8 عاماً. وكانت نسبة 26% من القاطنين تحت سن الثامنة عشر، وكانت نسبة 8.2% بين الثامنة عشر والرابعة والعشرين عاماً، ونسبة 23% كانت واقعةً في الفئة العمرية ما بين الخامسة والعشرين والرابعة والأربعين عاماً، ونسبة 25.7% كانت ما بين الخامسة والأربعين والرابعة والستين، ونسبة 17% كانت ضمن فئة الخامسة والستين عاماً فما فوق. وتوزع التركيب الجنسي للسكان بنسبة 48.8% ذكور و51.2% إناث.

## أعلام
- تشارلز كولينز
- بادي ريان
- غوردون غور
- بوب براينت

## وصلات خارجية
- The US50 - Cities and Towns in Oklahoma State